# 秋寅の館
秋寅の館（あきとらのやかた）は香川県丸亀市にある歴史的建造物、まちの駅。

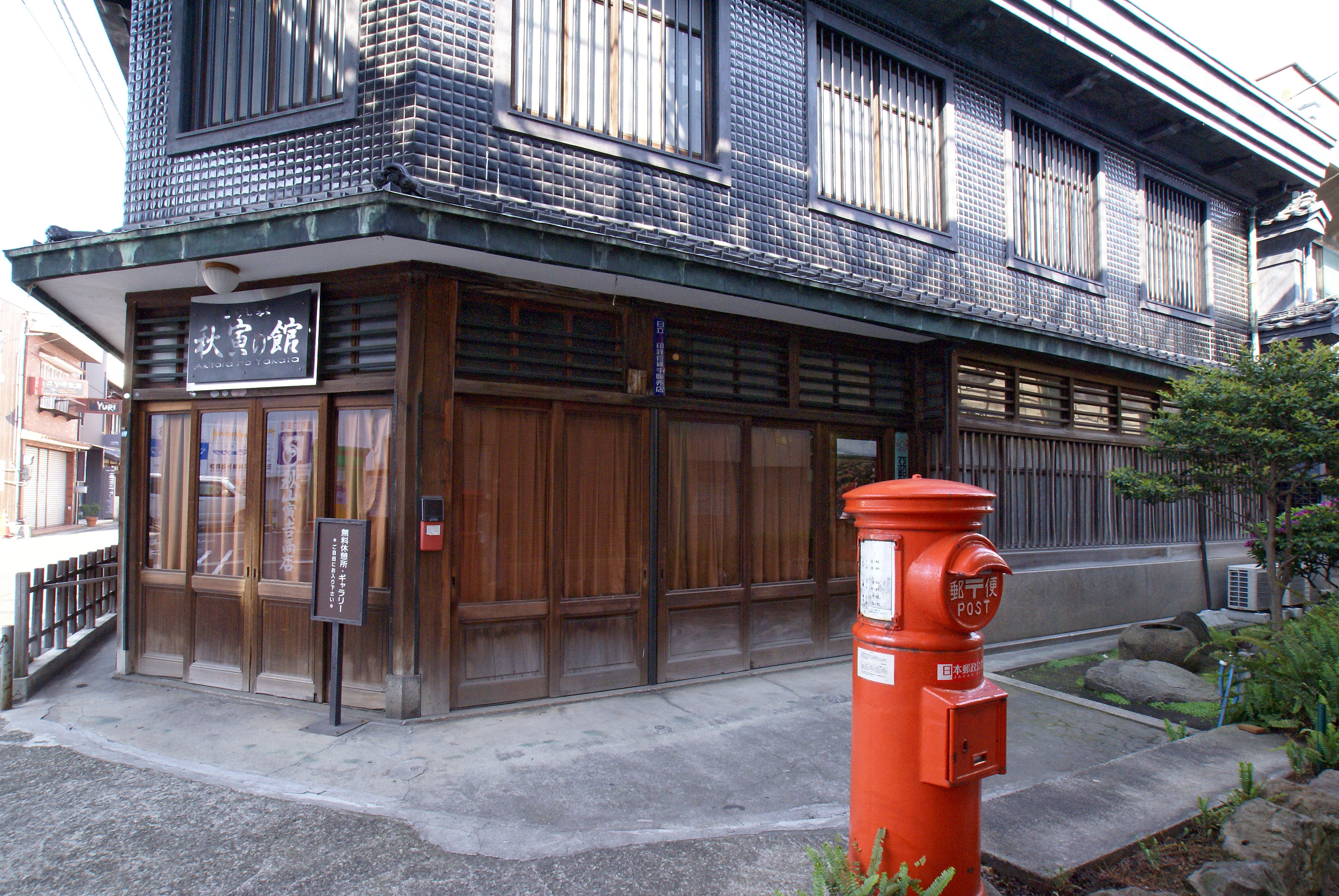
秋寅の館

## 概要
丸亀駅と丸亀城を結ぶ通町商店街に立地する。
大正時代末に「秋山寅吉商店」（旧本社）として建設された歴史的建造物の保存と丸亀の情報発信基地や観光客の休憩所としての活用、および周辺の旧市街地の再活性化を目的として2002年12月に丸亀タウンマネージメント機関推進協議会により、まちの駅として開設された。
館内にはや丸亀市の情報コーナー、ギャラリー、会議室（和室）、芸術関係中心の文化教室が常設されている。
また、毎週火・木・土曜の午後には、カフェコーナーが設けられる。
映画UDONにチラリと登場する。

## 施設
- 市民ギャラリー「秋寅の館ギャラリー」貸画廊
- 会議室・集会室・展示室  - 一階奥の間（十畳・八畳）
- 文化教室 - 「丸亀アート倶楽部」陶芸・絵画・版画・子ども絵画工作・着付け・茶道裏千家・煎茶安部流・華道池坊ほか

## 利用情報
- 開館時間 - 午前10時～午後5時30分
- 休館日 - 毎週水曜日、年末年始ほか
- 運営 - 丸亀TMO推進協議会
- 所在地 - 〒763-0043 香川県丸亀市通町28番地

## 交通アクセス
- JR丸亀駅 徒歩10分

## 周辺情報
- 通町商店街
- 丸亀城
- 丸亀市立資料館
- 丸亀市猪熊弦一郎現代美術館

座標: 北緯34度17分27.7秒 東経133度47分45.3秒 / 北緯34.291028度 東経133.795917度